# Linia kolejowa Rostock – Rostock Seehafen Nord
Linia kolejowa Rostock – Rostock Seehafen Nord – normalnotorowa lokalna i jednotorowa linia kolejowa w kraju związkowym Meklemburgia-Pomorze Przednie, w północno-wschodnich Niemczech. Od wczesnych lat sześćdziesiątych XX wieku rozwija nowo wybudowany port zamorski (później port morski) na Breitling w północno-wschodniej części miasta Rostock. Znajduje się na nim bogate zaplecze stacji kolejowej Rostock Seehafen, jednego z najważniejszych węzłów towarowych w Meklemburgii-Pomorzu Przednim. Jednotorowa zelektryfikowana główna linia kolejowa Kavelstorf – Rostock Seehafen łączy stację portową z Lloydbahn w kierunku Berlina.